# Peter Seiler (Musiker)
Peter Seiler (* 1953 in Mannheim) ist ein deutscher Komponist, Musiker und Pianist (Keyboarder).

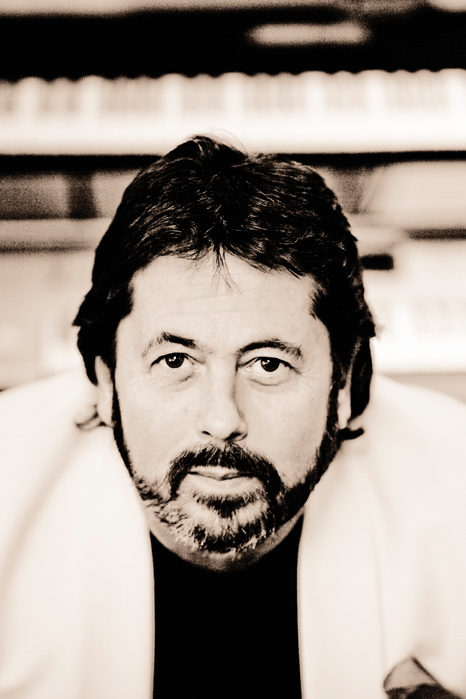
Peter Seiler

## Leben
Peter Seiler spielte bereits in den 1970ern als einer der ersten Keyboarder Deutschlands auf dem legendären Moog-Synthesizer. Er hatte Schallplattenverträge u. a. mit Ariola (BMG) und BASF. In dieser Zeit erschien sein erstes Solo-Projekt Keyboards & Friends. An dieser Avantgarde-Produktion wirkte auch der Saxophonist Gerd Köthe (später Produzent von Paola und Peter Hofmann) mit. Peter Seiler gründete 1972 die Klassik-Rock Formation Tritonus. Der erste Auftritt im Fernsehen war 1973 im Talentschuppen des ARD/SWF. Die Band Tritonus wurde 1979 aufgelöst. Danach war er als freier Live-Session-Musiker (unter anderem bei der Europatournee 1979 von Udo Jürgens) aktiv und widmete sich dann ganz der Studioarbeit als Komponist, Musiker und Solist. Als Studiomusiker hat er bei über 150 LP-, Single- und CD-Produktionen mitgewirkt.
Er schrieb Erkennungsmelodien für das ZDF (Gesundheitsmagazin Praxis, Telezoo, Pfiff, Zeugen des Jahrhunderts), Filmmusiken zum Beispiel für die ARD/SWF-Serie „Atlantis darf nicht untergehen“ (1986), den Film „Mucki Bude“ des SWR/Phoenix sowie für Arte und GEO, Radio-Indikative für den SDR 3 Südfunk Stuttgart und die Senderkennung des HR Frankfurt (genutzt im Zeitraum 1988–2003), ebenso wie Musik für zahlreiche Planetarien wie San Francisco (Lasarium), Miami, New York, Bogota, Mannheim und Stuttgart. Auch für einige bekannte Firmen und Produkte (BASF, Boehringer Mannheim, Chio Chips, Ferrero, John Deere, Vredestein), Sportvereine (MERC/Adler Mannheim, Eintracht Frankfurt) und Werbeagenturen hat er Erkennungsmelodien, Industriefilmmusik oder Werbe-Jingles komponiert und produziert.
Peter Seiler ist seit 1973 als Künstler Mitglied in der GVL (Gesellschaft zur Verwertung von Leistungsschutzrechten) und im Deutschen Bearbeiterverband. Als Komponist ist er seit 1983 ordentliches Mitglied bei der GEMA. Von 1981 bis Ende 2015 betrieb er sein eigenes Tonstudio Triple Music. und gründete 1996 das Label PSM Records Peter Seiler ist zudem Botschafter beim Kinderhospiz Sterntaler.
Peter Seiler hatte häufige USA-Aufenthalte und gab auch Konzerte in Japan, Frankreich, England, Spanien und Italien (Venedig). Für den internationalen Song Contest 1982 in Soppot, Polen, komponierte und arrangierte er den deutschen Beitrag. Anfang 1996 erschien das national Album KlangOase; die gleichnamige Klanginstallation im Mannheimer Luisenpark jedes Jahr zwischen April und September ist zu einer festen Institution geworden. Peter Seiler ist 1. Vorsitzender des Deutschen Komponistenverbands im Landesverband Baden-Württemberg und seit 2006 Dozent an der Popakademie Baden-Württemberg.

## Diskographie
Eigene Tonträger (Auswahl)
Veröffentlicht unter Peter Seiler oder Tritonus
- 1973: Tritonus – The Way of Spending Time (Single)
- 1973: Keyboards & Friends; Solo unter Mitwirkung von Gerd Köthe – RBM (LP)
- 1975: Tritonus – Tritonus; mit Ronald Brand und Charlie Jöst – BASF (LP)
- 1976: Tritonus – Between The Universes; u. a. mit Bernhard Schuh (Drums) – BASF (LP)
- 1977: Tritonus – The Trojan Horse Race (Single)
- 1986: Flying Frames; Debut bei Innovative Communication (IC) – IC 710.057 (CD, LP)
- 1987: Sensitive Touch; mit Michael Lorenz (Gitarre) – IC 710.069 (CD, LP)
- 1988: Passage; mit Michael Lorenz (Gitarre) und Benny Brown (Narrator) – IC 710.093 (CD, LP)
- 1991: Open Borders; u. a. mit Michael Lorenz (Gitarre) und Jochen Brauer (Saxophon) – IC 710.126 / PSM 120110 (CD)
- 1993: Merry Christmas; Christmas Songs & Traditionals, u. a. mit Lisa Franco (Harfe) und Jochen Brauer (Saxophon) – PSM 120103-2 (CD)
- 1994: Cosmic Strings I; u. a. mit Walter Helbig (Schlagzeug), Klaus Nagel (Gitarre), Jochen Brauer (Saxophon, Flöte), Rudolf Herget (Erzähler) – IC 2226-2 (CD)
- 1995: Cosmic Strings II – IC 872259-2 (CD)
- 1996: KlangOase 1; u. a. mit Jochen Brauer (Saxophon) und Hanno Haag (Violine) – PSM 120101-2 (CD)
- 1998: KlangOase 2; u. a. mit Hanno Haag (Violine) – PSM 120104-2 (CD)
- 1998: Tritonus – Tritonus & Between The Universes; Re-Release der beiden LPs aus den 1970er Jahren – Second Battle SB 049 (CDs)
- 2001: KlangOase 3 – PSM 120113-2 (CD)
- 2001: Sternenmusik – PSM 120112-2 (CD)
- 2002: Peaceful; mit Lisa Franco – PSM 120115-1 (CD)
- 2006: Piano Works Vol. 1; Piano solo – PSM 120107 (CD)
- 2011: Best Of KlangOase – PSM 120124 (DCD)
- 2012: Editors Tool Box 1 – Sonoton SCDV 234/1-234/2 (DCD)
- 2014: Tritonus – Tritonus; Re-Release (Korea) – Media Arte MA 0069 (CD)
- 2014: Tritonus – Between the Universes; Re-Release (Korea) – Media Arte MA 0070 (CD)
- 2014: Sterntaler Sampler V.A. – Funken & Schimmer – PSM 120129 (CD)
- 2015: Tritonus – Far in the Sky – Live at Stagge's Hotel 1977 – Sireena 2151 (CD)
- 2015: Ride To Matlacha; u. a. mit Jochen Brauer (Sax.), Rolf-Dieter Schnapka (Bass), Lisa Franco (Harfe), Luis Cardoso (Gitarre, Gesang-Sprecher) und Steven Seiler (Keyboards) – PSM 120128 (CD)

Grand Cru-Serie mit unterschiedlichen Musikern wie Jochen Brauer, Lisa Franco, Thomas Siffling, Wolfgang Lauth, Hans Reffert, Michael Koschorreck („Kosho“), Fritz Neidlinger und weiteren:
- 1998: Grand Cru No. 1, „Lounge“ – PSM 120105 (CD)
- 2003: Grand Cru No. 2, „Lounge Jazz“ – PSM 120117 (CD)
- 2009: Grand Cru No. 3, „Riesling“ Groove/Soul – PSM 120120 (CD)
- 2009: Grand Cru No. 4, „Tafelmusik“ Klassik – PSM 120123 (CD)
- 2012: Grand Cru No. 5, „Boogie Red“ Boogie & Blues – PSM 120126 (CD)

mit Lisa Franco als Komponist, Studiomusiker, Arrangeur & Produzent:
- 1992: Lisa Franco: Bigger Than Blue – (CD)
- 1992: Lisa Franco: Romantic Dreams – (CD)
- 1993: Lisa Franco: My Way – (CD)
- 1994: Lisa Franco: Silken Wings – (CD)
- 2002: Lisa Franco: Peaceful – PSM 120115-1 (CD)